# Makosza-reactie
De Mąkosza-reactie, genoemd naar Mieczysław Mąkosza, is een gekatalyseerde alkylering van actieve CR2-groepen (CH2- of CHX, X=halogeen, etc.) in aanwezigheid van een sterke base. De katalysator is een tetra-alkylammoniumzout of quaternair ammoniumzout zoals benzyltriethylammoniumchloride. 
De reactie wordt onder andere gebruikt bij de alkylatie van arylacetonitrilen, met haloalkanen, dihaloalkanen, alfa-chloorethers, chloornitrilen, haloazijnzuuresters, en halonitroaromaten. Bovendien kan men ook ketonen alkyleren, en verder ook indeen, fluoreen, en het Reissertreagens. Alcoholen en het jodide-ion inhiberen de reactie.
Voorbeeld: fenylacetonitril en broomethaan reageren tot fenylethylacetonitril (2-fenylbutyronitril) (in aanwezigheid van NaOH als sterke base en benzyltriethylammoniumchloride als katalysator):
De specifieke katalysator die hier gebruikt wordt, fungeert als een detergent en is een fase-transfer-katalysator (in het Engels Phase Transfer Catalysis of PTC).  Hij zorgt ervoor dat de base-anionen (OH-ionen), die hydrofiel zijn, in contact komen met de apolaire, hydrofobe fase (en dus de substraatmoleculen). In het voorbeeld is fenylacetonitril opgelost in tolueen, maar de base NaOH bevindt zich in de waterige fase. Er vormen zich twee fasen: een tolueenlaag en een waterlaag. De katalysator vergemakkelijkt het contact tussen de base in de ene fase en fenylacetonitril in de andere fase.
Dergelijke reactie werd voor het eerst waargenomen door Jarousse in 1951, toen deze fenylacetonitril alkyleerde met behulp van ethylchloride in aanwezigheid van kaliumcarbonaat.
Bij gebruik van chloroform of bromoform als reagens en een alkeen als substraat wordt via een intermediair carbeen een dichloor- of dibroomcyclopropaan gevormd.